# Векслер, Иван Иванович
Иван Иванович Векслер (27 августа 1885, Витебск — 24 апреля 1954, Ленинград) — советский литературовед, литературный критик, педагог. Доктор филологических наук (1944), профессор.

## Биография
В 1900-х годах работал учителем в Витебской губернии, социал-демократ, был членом Бунда. В 1912 году окончил Виленский учительский институт. В 1912—1914 годах работал учителем в Могилёвском высшем начальном училище и одновременно в местной женской гимназии, после чего был призван на военную службу. В 1918—1920 годах занимал руководящие должности в органах народного образования Могилёва и Гомельской губернии. В 1919—1922 годах входил в состав правления Союза работников просвещения. 2 ноября 1920 года был арестован в Могилёве за «злостную критику соввласти», 14 ноября 1920 года был осуждён, отбывал наказание в Казани.
В 1925—1930 годах служил инспектором, научным сотрудником в Народном комиссариате просвещения в Москве. Одновременно преподавал в Академии коммунистического воспитания имени Н. К. Крупской и Институте повышения квалификации педагогов, а также был заместителем ответственного редактора журнала «Русский язык в советской школе».
В 1931 году переехал в Ленинград. Окончил аспирантуру АН СССР по кафедре литературоведения (1932). В 1935 году стал кандидатом литературоведения без защиты диссертации. 
В 1932—1942 и 1945—1949 годах работал в Институте русской литературы АН СССР (ИРЛИ), в частности в 1932—1934 годах заведовал музеем «Последняя квартира А. С. Пушкина». Одновременно в 1934—1935 годах преподавал в ЛИФЛИ. В 1937 году был назначен на должность старшего научного сотрудника Отдела новой русской литературы ИРЛИ.
В 1942 году эвакуировался в Ташкент. В 1943—1945 годах преподавал в Среднеазиатском университете, был профессором кафедры русской литературы. Диссертацию доктора филологических наук по теме «Алексей Николаевич Толстой: жизненный и творческий путь» защитил в 1944 году (вышла отдельной книгой в 1948 году).
Занимался изучением творчества Ф. М. Решетникова, Г. И. Успенского, А. Н. Толстого. Составил ряд аннотированных изданий произведений И. С. Тургенева и Ф. М. Решетникова, в том числе полное собрание сочинений последнего (1936).

## Семья
- Первая жена — Ксения Николаевна Векслер (урождённая Данилова).
  - Сыновья — Владимир Иванович Векслер (1917—?), химик; Кирилл Иванович Векслер (1921—1942), студент, погиб в блокадном Ленинграде.
- Вторая жена (с 1925 года) — Генриетта Яковлевна Аронсон (1885—1965), социал-демократ, член Бунда, работник Наркомпроса, ответственный секретарь «Литературного современника»; сестра публициста и общественного деятеля Г. Я. Аронсона.
  - Приёмный сын — Илья Захарович Серман, литературовед.

## Научные труды
- Коллективная методическая работа учительства в школе II ступени. М.: Работник просвещения, 1925. — 68 с.
- Вторая ступень советской трудовой школы: Организация. Содержание. Методы / Под. ред. И. Векслера и Р. Харитоновой. М.—Л.: Главсоцвос НКП РСФСР, 1929. — 476 с.
- И. С. Тургенев и политическая борьба шестидесятых годов. Л.—М.: Издательство Академии наук СССР, 1934. — 70 с.; 2-е издание — там же, 1935. — 96 с.
- Поработители народов: Классики литературы о германском шовинизме. М.—Л.: Издательство Академии наук СССР, 1941. — 43 с.
- Алексей Николаевич Толстой: Жизненный и творческий путь. М.: Советский писатель, 1948. — 532 с.